# Golden Boy (AT&T)

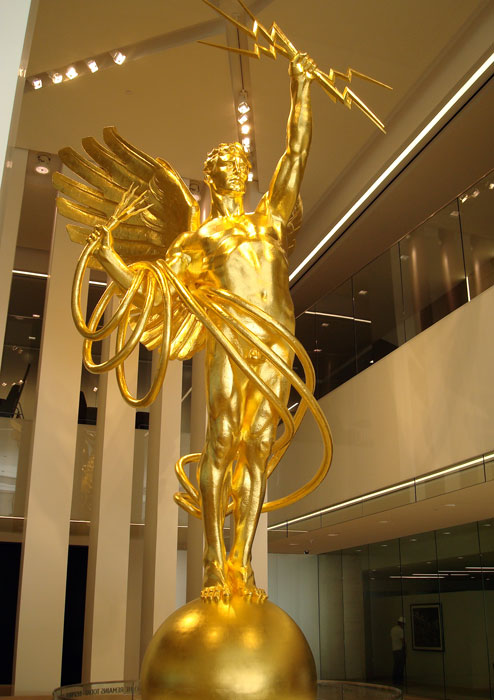
Golden Boy

Golden Boy (englisch für goldener Junge) ist die scherzhafte Bezeichnung für eine Statue, die seit 1914 das Firmensymbol von AT&T bzw. der ehemaligen Western Electric ist. 
Der offizielle Name der Figur war ursprünglich The Genius of Electricity; in den 1930er-Jahren wurde er in The Spirit of Telecommunications geändert. 
Die Statue wurde 1914 von Evelyn Beatrice Longwood gestaltet und 1916 auf dem Dach des Firmenhauptquartiers am Broadway in Manhattan aufgestellt. 
Dargestellt ist ein auf den Zehenspitzen stehender junger Mann mit Flügeln, der in seiner rechten Hand ein Kabel hält, in der linken ein Blitzbündel, das an antike Zeusdarstellungen erinnert. Die Figur wiegt mehr als 16 t und ist etwa acht Meter hoch. Sie wurde in Bronze gegossen und mit mehr als 40 000 Stücken Blattgold vergoldet.
Die Gestalt wurde zu einem weithin bekannten Markenzeichen der Bell System-Telefongesellschaften. Bis 1984 stand die Statue an ihrem ursprünglichen Platz. Dann zog die Direktion der Firma in die Madison Avenue um. Da keine Möglichkeit bestand, den Golden Boy auf dem Dach des neuen Gebäudes aufzustellen, erhielt er ein neues Quartier in einer speziell für ihn gestalteten Nische.
1992 ging das Gebäude jedoch in den Besitz von Sony über. Golden Boy machte den nächsten Umzug des Firmensitzes nach Basking Ridge in New Jersey mit, wo er vor dem Haupteingang aufgestellt wurde. Dort stand die Statue die nächsten zehn Jahre lang, dann wurde das Gebäude an Verizon verkauft und Golden Boy musste wiederum seinen Standort wechseln. Er wurde nach Dallas, Texas umgezogen.